# Всеобщие выборы в Нигере (2020—2021)
Всеобщие выборы в Нигере были проведены 27 декабря 2020 года, избирались президент и Национальное собрание. Поскольку ни один из кандидатов в президенты не получил большинства голосов, второй тур состоялся 21 февраля 2021 года. Мохамед Базум был объявлен победителем второго тура голосования с 55,75 % голосов.

## Предыстория
В 2021 году у действующего президента Махамаду Иссуфу заканчивается второй президентский срок и он публично заявил о своем намерении уйти в отставку, проложив путь к первой в истории потенциальной мирной передаче власти в стране после обретения независимости. Было зарегистрировано рекордное количество кандидатов в президенты — 41, но были допущены только 30. Среди 11 отклоненных кандидатов был Хама Амаду, кандидат от основной оппозиционной партии, заявка которого была отклонена конституционным судом из-за предыдущего годичного тюремного заключения по делу о торговле детьми. Хама Амаду, занявший второе место на выборах 2016 года и третье место на выборах 2011 года, отверг все обвинения и заявил, что они были политически мотивированными.

## Избирательная система
Президент избирается по двухтуровой системе. Так как ни один из кандидатов не получил большинства голосов в первом туре, то второй тур был назначен на 21 февраля 2021 года.
171 член Национального собрания избирается двумя способами: 158 членов избираются из восьми многомандатных округов в семи регионах и Ниамее, путем пропорционального представительства по партийным спискам. Ещё восемь мест зарезервированы для групп меньшинств и пять мест (по одному для каждого постоянно населенного континента) для нигерцев, проживающих за границей, все они избираются по одномандатным округам путем голосования по принципу системы относительного большинства".

## Национальное собрание
Всего в палате 171 место, для большинства необходимо 86 мест. Национальное собрание избирается каждые 5 лет. Победителем выборов в законодательные органы 2020 года стала поддерживавшая действующего президента М. Иссуфу и кандидата в президенты М. Базума социал-демократическая Партия за демократию и социализм Нигера, получившая 80 мест.